# Gholam (film, 2017)
Gholam (en persan : غلام) est un film dramatique britannique écrit et réalisé par Mitra Tabrizian, sorti en 2017.

## Fiche technique
- Titre : Gholam
- Titre original : غلام
- Réalisation et scénario : Mitra Tabrizian
- Écrivain : Cyrus Massoudi
- Fournisseur : Zadoc Nava
- Pays d'origine :  Royaume-Uni
- Format : Couleur - Son : Mono
- Genre : Film dramatique
- Durée : 104 minutes
- Dates de sort:
- Vidéo : Dewald Aukema
- Maquillage : Gloria Peñaranda
  -  Iran -  Royaume-Uni : 2017

## Distribution
- Shahab Hosseini
- Tracie Bennett
- Nasser Memarzia
- Armin Karima
- Amerjit Deu
- Corinne Skinner-Carter
- Matt Hudson
- Felix Auer
- Behrouz Behnejad
- Lewis Allcock
- Lee Long
- Roxy Faridany
- Samuel Griffiths
- Russell Parsi